# Paul Khanna
Pour les articles homonymes, voir Khanna.
Paul Khanna est un acteur britannique né le 1er mars 1973 à Londres. 

## Filmographie
- 2007 : Medium Rare (court-métrage) : un voyou
- 2008 : Jump (court-métrage) : policier
- 2008 : Big Tingz (court-métrage) : Kevin
- 2010 et 2011 : Harry Potter et les Reliques de la Mort, partie 1 et 2 : un mangemort
- 2011 : Welcome to Purgatory : The runner